# À ma Manière...
À ma Manière... è un album postumo della cantante italo-francese Dalida, pubblicato il 28 marzo 1996 da EastWest France.
Si tratta del secondo album postumo di brani remixati del repertorio della cantante.
Una delle particolarità di questo album sta, indubbiamente, nella pubblicazione di un nuovo brano inedito: La Mamma. La canzone è stata originariamente scritta nel 1963 da Charles Aznavour (che l'ha anche interpretata, in francese, in italiano ed in inglese) e Robert Gall. Il brano venne registrato da Dalida nel 1964 per una sorpresa allo stesso Aznavour, che però non ebbe mai luogo. Anche questo pezzo, come tutti quelli contenuti nel CD (tranne Pour ne pas vivre seul), è un remix: la versione originale venne registrata in studio con il solo accompagnamento di due chitarre.
Tra le tracce è stato anche inserito Là-bas dans le noir, un remix postumo del celebre Gigi l'amoroso (anch'esso contenuto nella tracklist in versione mixata).
L'ultimo pezzo presente nella tracklist di questo disco, dal titolo L'amour qui grandit, è stato ottenuto musicando delle frasi di una vecchia intervista posta a Dalida nel 1969.
L'album ebbe un ottimo numero di vendite in Francia, pari a più di 100 000 copie vendute, con l'assegnazione di un disco d'oro.
Nel CD singolo card sleeve intitolato "La mamma", composto da 3 brani ed estratto da questo album, è stata anche inserita una versione remixata del brano Le jour où la pluie viendra. Il brano, che non fu pubblicato nell'album, è uscito sotto forma di "pezzo da collezione". 

## Tracce
1. Dans tes bras (versione remix 1996)
2. La mamma (INEDITO)
3. Parlez-moi de lui (versione remix 1996)
4. Darla dirladada (versione remix 1996)
5. Pour ne pas vivre seul (versione originale 1972)
6. La danza di Zorba (versione remix 1996)
7. Les nuits sans toi (versione remix 1996)
8. Amor amor (Amour, c'est tout dire) (versione remix 1996)
9. La vie en rose (versione remix 1996)
10. Gigi l'amoroso (versione remix 1996)
11. À ma manière (versione remix 1996)
12. Problemorama (versione remix 1996)
13. La colpa è tua (versione remix 1996)
14. Là-bas dans le noir (remix postumo di Gigi l’amoroso)
15. L'amour qui grandit (brano parlato)